# Tonoshō (Kagawa)
Tonoshō (土庄町 Tonoshō-chō?) es un pueblo localizado en la prefectura de Kagawa, Japón. En octubre de 2019 tenía una población estimada de 13.078 habitantes y una densidad de población de 176 personas por km². Su área total es de 74,38 km².

## Geografía

### Localidades circundantes
- Prefectura de Kagawa
  - Shōdoshima

## Demografía
Según los datos del censo japonés, esta es la población de Tonoshō en los últimos años.
| 1995   | 2000   | 2005   | 2010   | 2015   |
| ------ | ------ | ------ | ------ | ------ |
| 19.074 | 17.711 | 16.411 | 15.123 | 14.002 |

## Relaciones internacionales

### Ciudades hermanadas
- Milo, Grecia – desde el 8 de octubre de 1989